# Martignat
Martignat és un municipi francès situat al departament de l'Ain i a la regió d'Alvèrnia-Roine-Alps. L'any 2007 tenia 1.564 habitants.

## Demografia

### Població
El 2007 la població de fet de Martignat era de 1.564 persones. Hi havia 548 famílies de les quals 108 eren unipersonals (32 homes vivint sols i 76 dones vivint soles), 148 parelles sense fills, 264 parelles amb fills i 28 famílies monoparentals amb fills.
La població ha evolucionat segons el següent gràfic:
Habitants censats

### Habitatges
El 2007 hi havia 622 habitatges, 564 eren l'habitatge principal de la família, 3 eren segones residències i 55 estaven desocupats. 466 eren cases i 152 eren apartaments. Dels 564 habitatges principals, 401 estaven ocupats pels seus propietaris, 156 estaven llogats i ocupats pels llogaters i 7 estaven cedits a títol gratuït; 5 tenien una cambra, 29 en tenien dues, 74 en tenien tres, 166 en tenien quatre i 290 en tenien cinc o més. 477 habitatges disposaven pel capbaix d'una plaça de pàrquing. A 215 habitatges hi havia un automòbil i a 317 n'hi havia dos o més.

### Piràmide de població
La piràmide de població per edats i sexe el 2009 era:
| Homes | Edats   | Dones |
| ----- | ------- | ----- |
| 0     | 95 o +  | 0     |
| 4     | 90 a 94 | 0     |
| 0     | 85 a 89 | 4     |
| 4     | 80 a 84 | 12    |
| 12    | 75 a 79 | 16    |
| 12    | 70 a 74 | 24    |
| 12    | 65 a 69 | 16    |
| 28    | 60 a 64 | 28    |
| 52    | 55 a 59 | 40    |
| 60    | 50 a 54 | 68    |
| 40    | 45 a 49 | 52    |
| 44    | 40 a 44 | 36    |
| 48    | 35 a 39 | 44    |
| 52    | 30 a 34 | 64    |
| 36    | 25 a 29 | 20    |
| 48    | 20 a 24 | 24    |
| 48    | 15 a 19 | 36    |
| 24    | 10 a 14 | 48    |
| 16    | 5 a 9   | 72    |
| 24    | 0 a 4   | 52    |

## Economia
El 2007 la població en edat de treballar era de 1.003 persones, 799 eren actives i 204 eren inactives. De les 799 persones actives 749 estaven ocupades (403 homes i 346 dones) i 50 estaven aturades (20 homes i 30 dones). De les 204 persones inactives 71 estaven jubilades, 70 estaven estudiant i 63 estaven classificades com a «altres inactius».

### Ingressos
El 2009 a Martignat hi havia 567 unitats fiscals que integraven 1.608 persones, la mediana anual d'ingressos fiscals per persona era de 18.651 €.

### Activitats econòmiques
Dels 80 establiments que hi havia el 2007, 2 eren d'empreses extractives, 1 d'una empresa alimentària, 27 d'empreses de fabricació d'altres productes industrials, 11 d'empreses de construcció, 14 d'empreses de comerç i reparació d'automòbils, 2 d'empreses de transport, 4 d'empreses d'hostatgeria i restauració, 8 d'empreses financeres, 1 d'una empresa immobiliària, 8 d'empreses de serveis i 2 d'entitats de l'administració pública.
Dels 12 establiments de servei als particulars que hi havia el 2009, 4 eren tallers de reparació d'automòbils i de material agrícola, 1 paleta, 2 guixaires pintors, 1 fusteria, 1 lampisteria, 2 electricistes i 1 empresa de construcció.
Dels 2 establiments comercials que hi havia el 2009, 1 era una botiga de més de 120 m² i 1 una botiga de menys de 120 m².

## Equipaments sanitaris i escolars
El 2009 hi havia 1 escola maternal i 1 escola elemental.

## Poblacions més properes
El següent diagrama mostra les poblacions més properes.